# تيمو أوكس
تيمو أوكس (بالألمانية: Timo Ochs)‏ (مواليد 17 أكتوبر 1981 في غوتينغن - ألمانيا الغربية) لاعب كرة قدم ألماني يلعب حاليا لصالح نادي الدرجة الأولى هرتا برلين الألماني منذ 2009 في مركز حارس مرمى .

## روابط خارجية
- تيمو أوكس على موقع قاعدة بيانات كرة القدم.إي يو (الإنجليزية)
- تيمو أوكس على موقع بيانات كرة القدم. دي إي (الألمانية)
- تيمو أوكس على موقع عالم كرة القدم.نت (الإنجليزية)
- تيمو أوكس على موقع كووورة